# Symfoni nr 7 (Henze)
Symfoni nr 7 av Hans Werner Henze komponerades 1983-84.

## Historia
Verket beställdes av Berlinerfilharmonikerna som en del av orkesterns 100-årsjubileum 1982. Uruppförandet ägde rum den 1 december 1984 i Berlin av Berlinerfilharmonikerna under ledning av Gianluigi Gelmetti. I den föreställningen tog verket 44 minuter. Sir Simon Rattles inspelning från 1992 tar 38 minuter och Marek Janowskis inspelning från 2007 något under 35.
Till skillnad från sina närmaste föregångna symfonier har Henze sagt att detta verk i hög grad är en "tysk" symfoni, i den Beethovenianska traditionen. Följaktligen är den skriven i fyra satser och är i stort sett analog med den "klassiska" formen: Introduktion, långsam sats, Scherzo och Final. Henze använder dock ännu mer traditionella tyska motiv i satserna: en allemande (en tysk dans) i den första och Liedform i den andra. I de två sista satserna fokuserar han på 1700-talspoeten Friedrich Hölderlin, fängslad i Tübingen där han utsattes för vad som liknade tortyr i form av medicinsk intervention. Sista satsen är en djupt lyrisk orkestertonsättning av Hölderlins sena dikt Hälfte des Lebens (Livets halva).

## Struktur och stil
1. Tanz - Lebhaft und beseelt
2. Ruhig bewegt
3. Unablässig in Bewegung
4. Ruhig, verhalten